# IC 4782
IC 4782 — галактика типу Sc (компактна спіральна галактика) у сузір'ї Телескоп.
Цей об'єкт міститься в оригінальній редакції індексного каталогу.